# Обсерватория Гудрайк-Пиготт
Обсерватория Гудрайк-Пиготт — астрономическая обсерватория, основанная в 1996 году в Тусоне, штат Аризона, США. Наблюдатель — Рой Такер.

## История обсерватории
Обсерватория названа в честь двух астрономов из Йорка (Англия): Джона Гудрайка и Эдуарда Пиготта. В мае 1997 года в ней началась программа поиска околоземных астероидов. Работа обсерватории частично профинансирована грантом имени Юджина Шумейкера, выделенным Планетарным обществом в 2002 году.

## Инструменты обсерватории
- Celestron C14 (0,35-м, f/11, система Шмидта — Кассегрена) и ПЗС-камера Southwest Cryostatics Model PV (1024 × 1024 пикселя, 24 микрона)
- MOTESS (Moving Object and Transient Event Search System) — с апреля 2001 года (3 телескопа по 35 см, f/5, Ньютон + ПЗС-камеры 1024 × 1024 пикселей, 24 микрона) наблюдения проводились в режиме сканирования неба с неподвижным телескопом. Компенсация вращения неба осуществлялась посредством переноса заряда на ПЗС-камерах. Проницание составляло около 20,5 зв. вел.

## Направления исследований
- Открытие астероидов и комет
- Фотометрия и астрометрия астероидов

## Основные достижения
- С 1996 по 2010 год открыто 808 астероидов, которые на 2014 год получили постоянные обозначения[1]
- с 1996 по 2010 год опубликовано 43343 астрометрических измерений[2]
- За первые два года наблюдений было обнаружено около более 26 000 кандидатов в переменные звезды (MG-1 catalog of variable stars).
- Открытые околоземные астероиды: 1997 MW1, 1998 FG2, 1998 HE3, 2003 UY12, 2004 MP7, 2008 SP7.
- Открытие комет: P/1998 QP54 (LONEOS-Tucker), C/2004 Q1 (Tucker)

## Адрес обсерватории
- 5500 West Nebraska Street, Tucson, Arizona 85757